# نص كبير الحروف

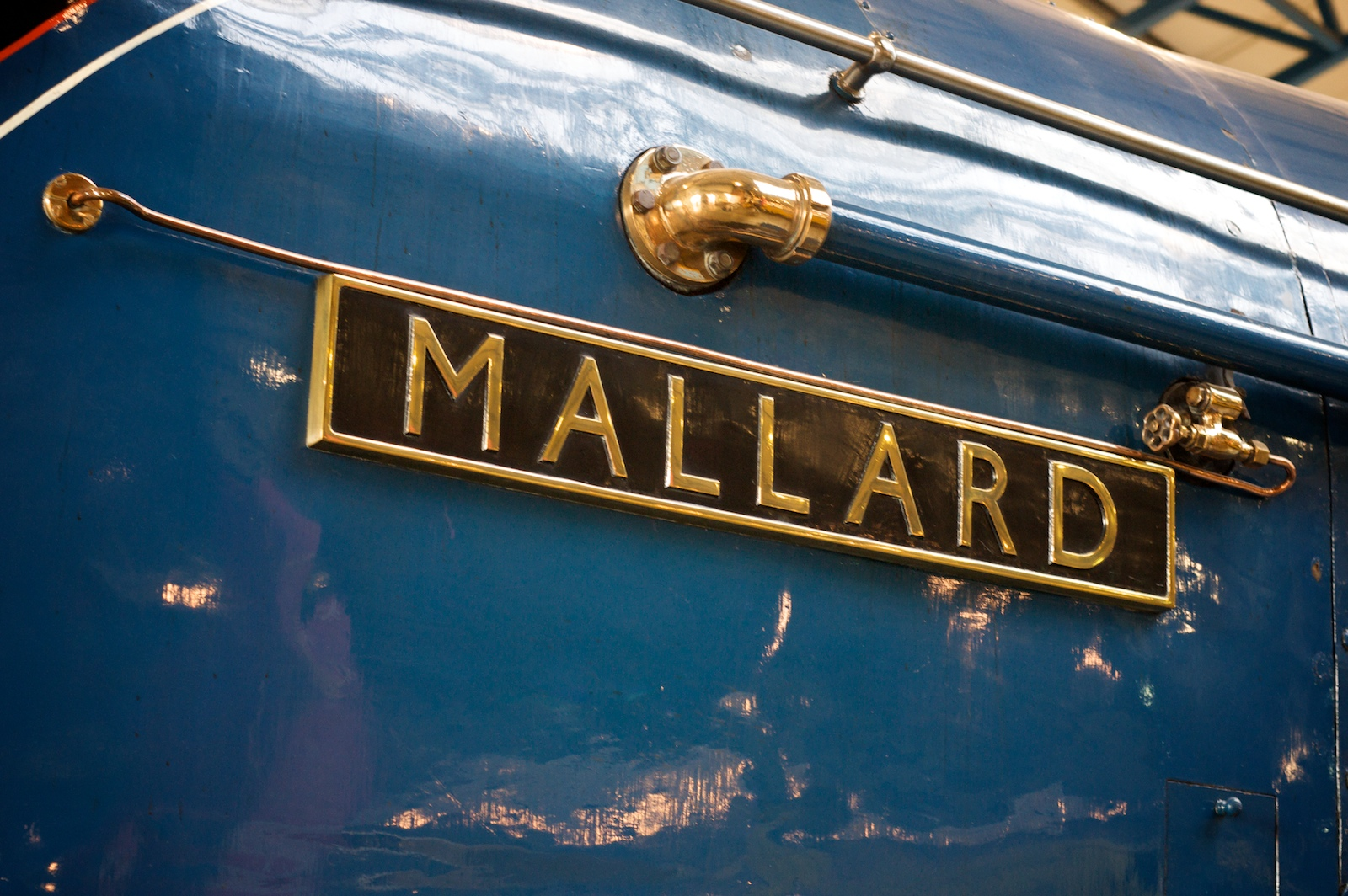
اسم مُحرّك خطوط سكة الحديد مالارد مكتوباً بنسق كبير الحروف.

النص كبير الحروف (بالإنجليزية: All caps)‏ في الكتابة بالأحرف اللاتينية، تشير إلى نص أو خط تكون جميع الحروف فيه كبيرة. مثلاً: "THE QUICK BROWN FOX JUMPED OVER THE LAZY DOG". قد يُستخدم الكل كاب لإضفاء تأكيد على كلمة أو عبارة. عادةً ما يُستخدم النسق في المستندات القانونية، عناوين الكتب، وفي الإعلانات أو عناوين صدارة الصحف.